# Солодухи
Солоду́хи — колишнє село в Україні, Сумській області, Роменському районі.
Було підпорядковане Хмелівській сільській раді. Станом на 1982 рік у селі проживало 10 людей.
Солодухи знаходилося на березі річки Хмелівка. Нижче по течії за 2,5 км знаходиться село Хмелів, нижче по течії за 2 км — Червоне, за 1 км — Заклимок. Поруч пролягають автомобільні шляхи Т 1907 і Т 1916.
Зняте з обліку 1994 року.